# Římskokatolická farnost Branky
Římskokatolická farnost Branky je územním společenstvím římských katolíků v rámci děkanátu Valašské Meziříčí Olomoucké arcidiecéze s farním kostelem Neposkvrněného Početí Panny Marie.

## Historie
První zmínka o obci pochází z roku 1270. První zmínky o kostele pocházejí až z roku 1784. Předtím byla farnost Branky přifařena do Kelče. Farní kostel byl postaven během tří let z financí náboženského fondu a v květnu roku 1787 byl zasvěcen Neposkvrněnému početí Panny Marie. Prvním duchovním správcem nově zřízené farnosti se stal P. Eliáš Eugen Heinrich.

## Duchovní správci
Od července 2013 byl ustanoven administrátorem excurrendo R. D. Mgr. Ján Rimbala. Ten od ledna 2016 sídlí na zdejší faře.

## Bohoslužby
| Kostel                                   | Místo  | Bohoslužba (den)                           | Hodina           | Poznámka     |
| ---------------------------------------- | ------ | ------------------------------------------ | ---------------- | ------------ |
| kostel Neposkvrněného Početí Panny Marie | Branky | neděle čtvrtek sobota (jen první v měsíci) | 10.00 17:30 9:00 | Farní kostel |
| kaple Nejsvětějšího Srdce Ježíšova       | Police | pátek                                      | 17:30            |              |

## Aktivity farnosti
Ve farnosti se pravidelně pořádá tříkrálová sbírka. V roce 2017 se při ní vybralo 21 621 korun.  V roce 2018 se při ní vybralo 24 333 korun.
Každoročně po letních prázdninách probíhá Farní den na faře. V minulých letech se farnost zapojila do celostátní akce Noc kostelů . Účast plánuje i v roce 2018, kdy se uskuteční ochutnávka mešního vína, prohlídka věže, divadelní vystoupení Víti Marčíka a scholy.
Každý 13. den v měsíci se schází věřící na faře k modlitbě růžence ve Fatimském večeřadle.
Mše svaté v kapli v Policích jsou slouženy jednou týdně. 
Na slavnost Seslání Ducha Svatého se v 15 hodin koná mše svatá v Oznici u obrázku.